# Tongguanshan
Der Stadtbezirk Tongguanshan (chinesisch 铜官山区, Pinyin Tóngguānshān Qū) ist ein Stadtbezirk der bezirksfreien Stadt Tongling (铜陵市) in der Provinz Anhui der Volksrepublik China. Er hat eine Fläche von 30 km² und zählt ca. 270.000 Einwohner (2004). 

## Administrative Gliederung
Auf Gemeindeebene setzt sich der Stadtbezirk aus sechs Straßenvierteln zusammen. 